# Leucadendron rubrum
Espèce
Leucadendron rubrum est une espèce de plantes à fleurs de la famille des Proteaceae. Cet arbuste à fleurs, originaire du Cap-Occidental en Afrique du Sud, fait partie du fynbos.

## Description
L'arbuste atteint 2,5 m de haut. les feuilles sont oblancéolées, à poils doux, puis glabres, vertes. Les inflorescences mâles sont étroites, sans involucres. Les inflorescences femelles sont ovoïdes avec des extrémités pointues d'où sortent les stigmates des fleurons en touffe. Les fruit gardent des styles persistants, le long duquel glissent les segments soudés du périanthe, à longs panaches. Ilfleurit d'août à septembre. Un incendie détruit la plante, mais les graines survivent. Elles sont stockées dans un trou sur la plante femelle et libérées par le vent. La graine est dotée d'un mécanisme de parachute qui lui permet de flotter et de tourner dans l'air. La plante est dioïque et il existe des plantes mâles et femelles qui se reproduisent par pollinisation éolienne.

## Répartition et habitat
La plante est présente dans les massifs de Bokkeveld, Gifberg, Cederberg, Hottentots Holland et Riversonderend, Touwsberg, Rooiberg, Kammanassie, Piketberg, Table Mountain et Cape Flats en Afrique du Sud. Elle pousse principalement dans le granite ou le grès, à des altitudes de 250 à 1 500 m.

## Galerie

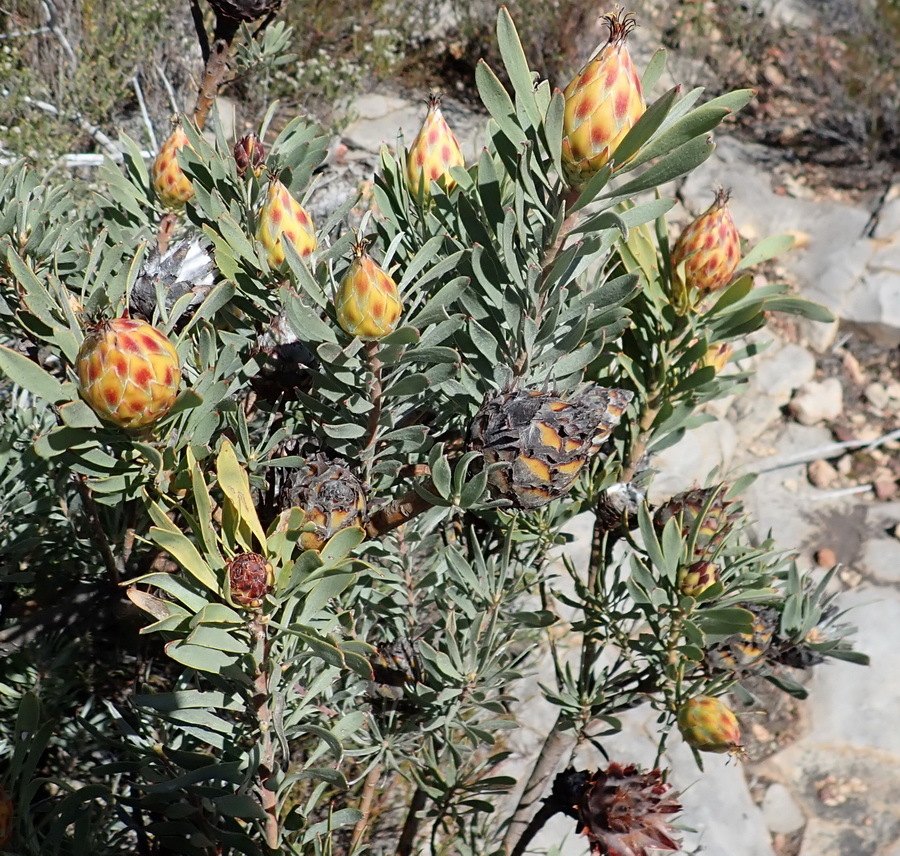
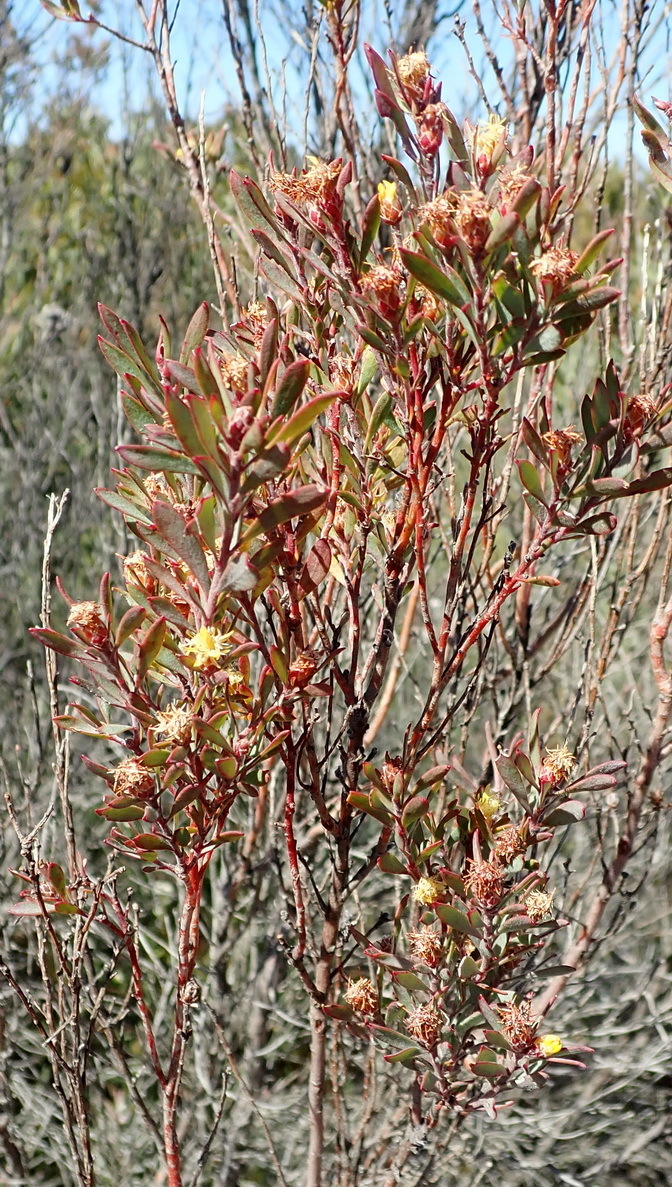
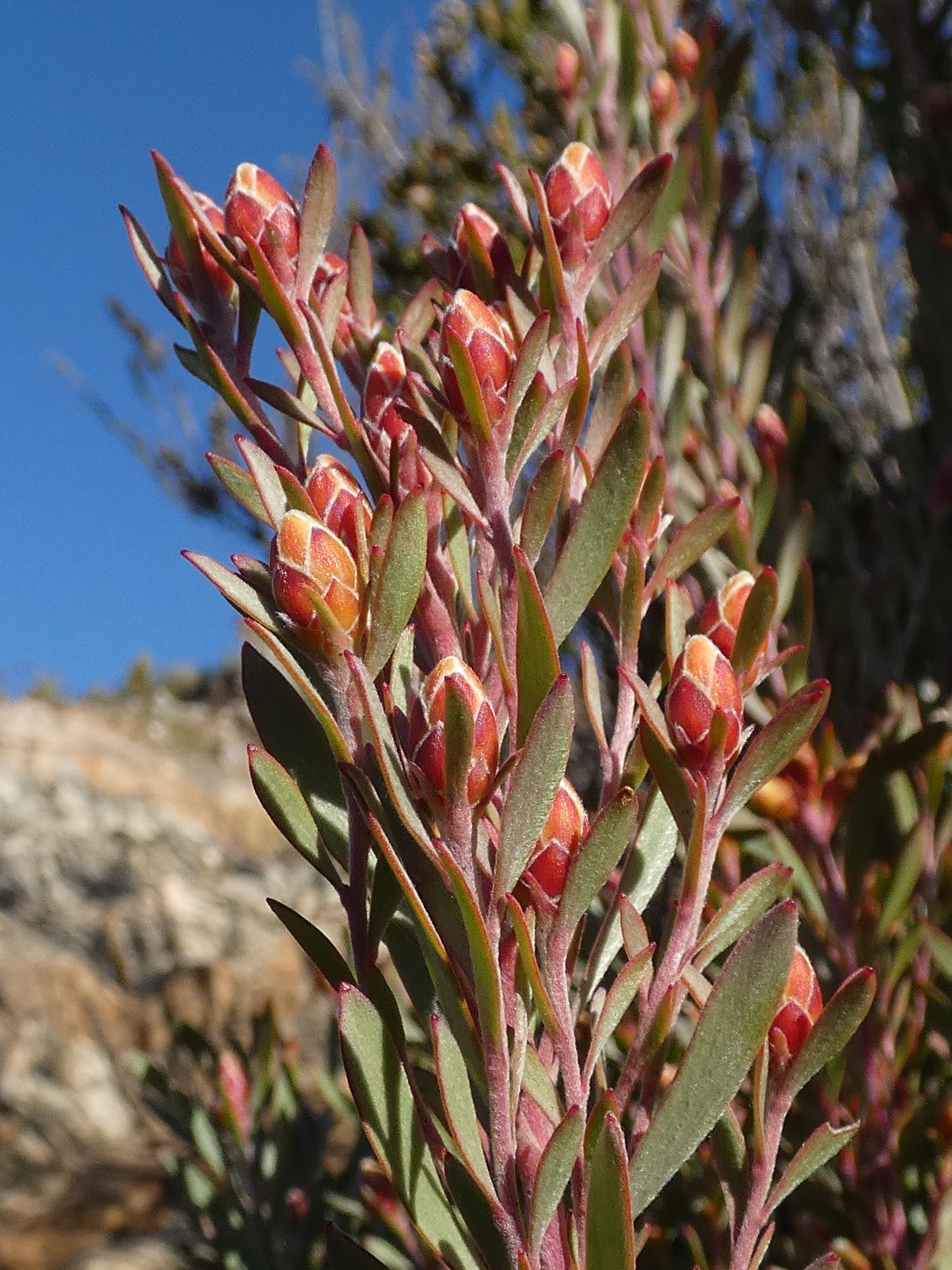
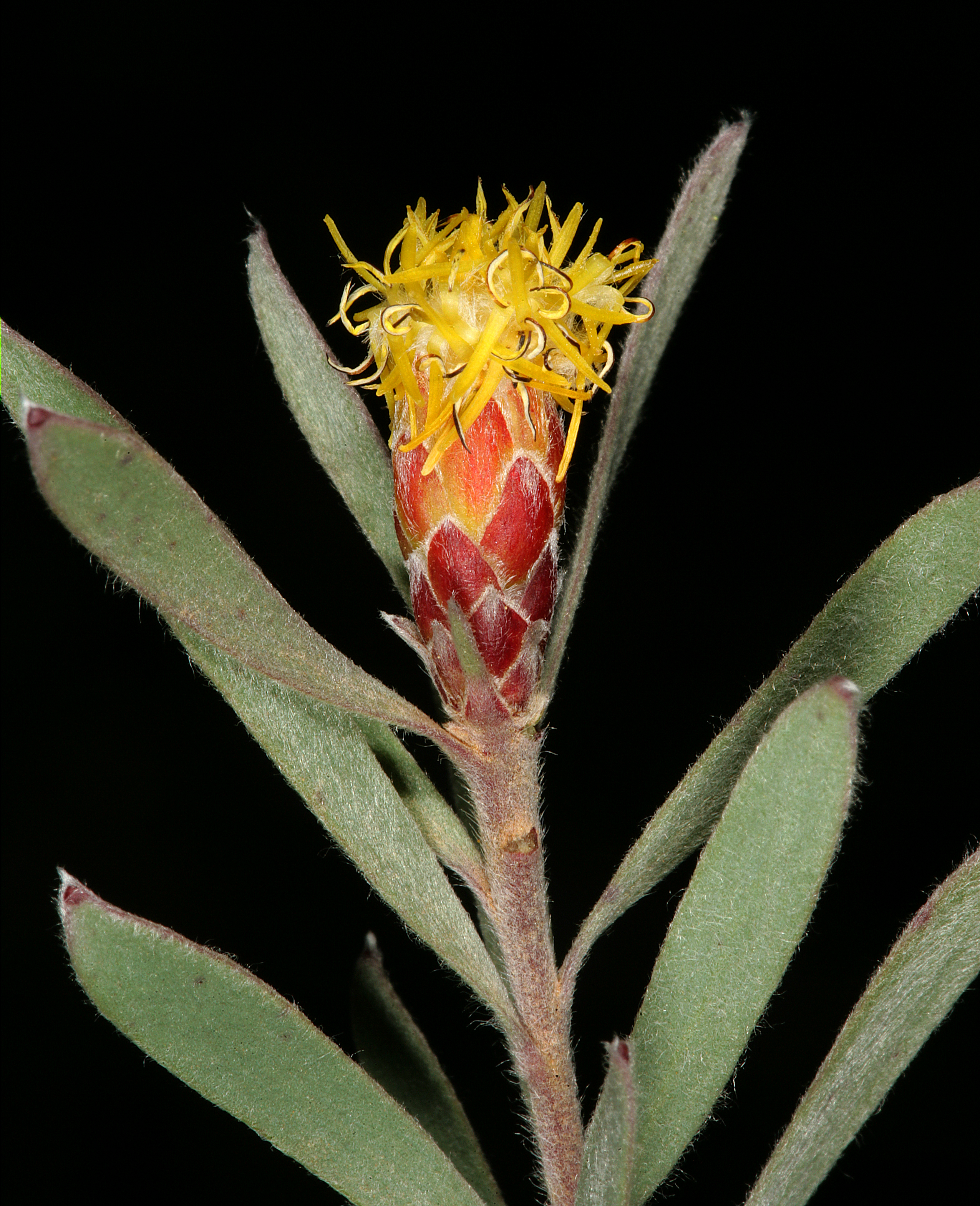
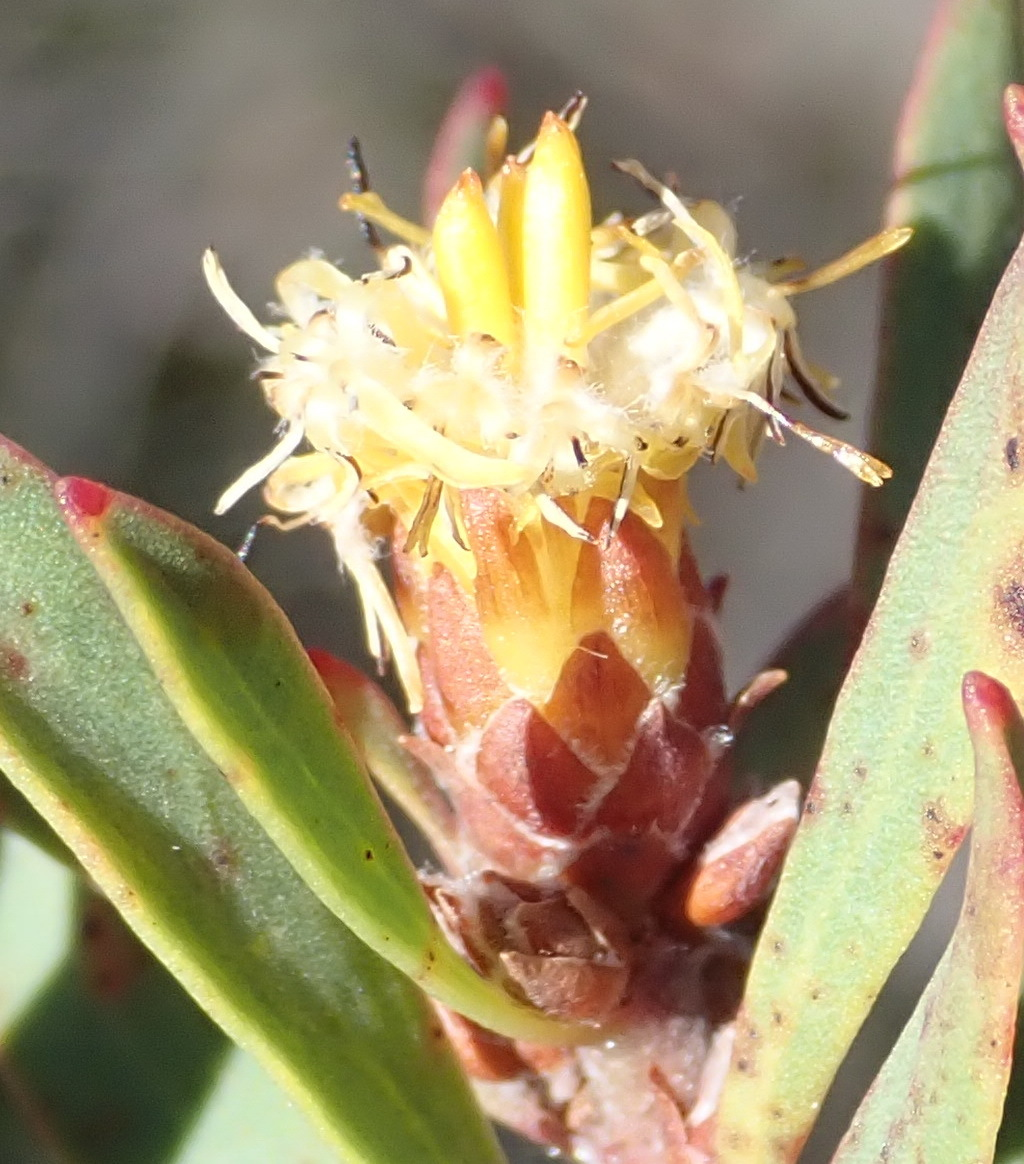

## Dénominations
Cette plante est appelée communément en afrikaans Dikkopeierbos, et, en anglais, Spinning top.

## Systématique
Le nom correct complet (avec auteur) de ce taxon est Leucadendron rubrum Burm.f..
Leucadendron rubrum a pour synonymes :
- Leucadendron plumosum (Aiton) R.Br.
- Protea plumosa Aiton

### Étymologie
Le nom de genre Leucadendron vient du grec leukos « brillant, blanc » et dendron « arbre ».
Son épithète spécifique du latin ruber « rouge ».